# Cavalier (carte à jouer)
Pour les articles homonymes, voir Cavalier.

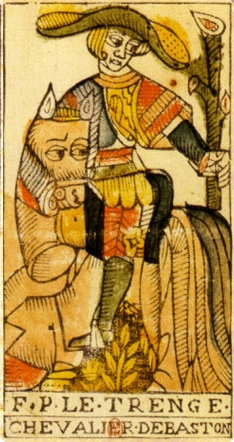
Le cavalier de bâton du tarot de Marseille (Jean Dodal, début du XVIIIe siècle).

Le cavalier (parfois chevalier) est une figure de carte à jouer présente dans la plupart des jeux de tarot.

## Historique
Les jeux de cartes les plus anciens comportent trois figures : valets, cavaliers et rois. Les cavaliers sont présents dans les jeux de tarot du nord de l'Italie à la fin du XVe siècle, qui utilisent 78 cartes, dont 22 atouts et 56 cartes à enseignes latines (épées, coupes, deniers et bâtons).
Les cavaliers sont utilisés dans les variantes régionales de tarot (tarot français, troccas (en) et troggu (en) suisses, etc.). Dans le jeu de Baraja, les cavaliers sont présents en lieu et place des dames. Ils ne sont pas présents dans les jeux de 32 et 52 cartes.
Dans les cartes de tarot destinés à la divination, comme le tarot de Marseille, les cavaliers constituent l'une des arcanes mineures (en), par opposition aux arcanes majeures (en) que sont les atouts.

## Valeur
Le cavalier est l'une des figures du jeu de tarot, lequel contient 56 cartes à enseignes (pique, cœur, carreau et trèfle) et 22 atouts. Les 56 cartes à enseignes sont similaires à celles du jeu de 52 cartes, mais comportent également quatre cartes supplémentaires : les cavaliers, un pour chaque enseigne.
Du point de vue des valeurs, les cavaliers s'intercalent entre les valets et les dames. Ce sont des « habillés » qui valent 2 ½ points.

## Représentations
Les cavaliers sont représentés par des hommes chevauchant un cheval.
Dans les jeux de tarot, à la différence des jeux de 32 et 52 cartes, aucun nom n'est mentionné pour les figures. Les cavaliers n'y sont donc pas rattachés à une personnalité historique ou littéraire.
La galerie ci-dessous reprend les cavaliers du tarot Visconti-Sforza (XVe siècle), l'un des plus vieux jeux de tarot encore existants :

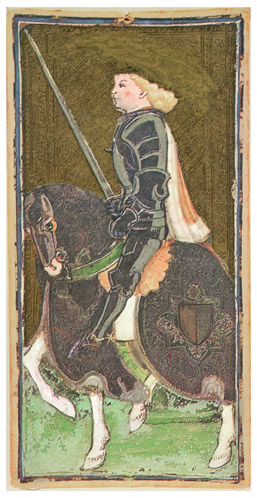
Cavalier d'épée
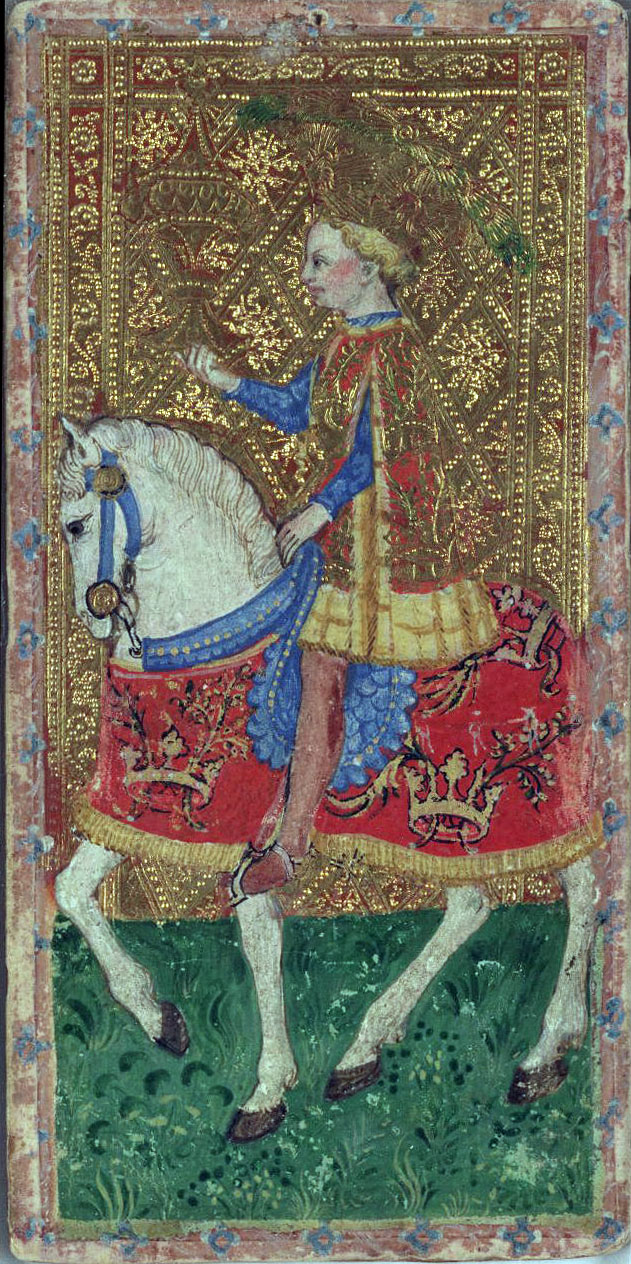
Cavalier de coupe
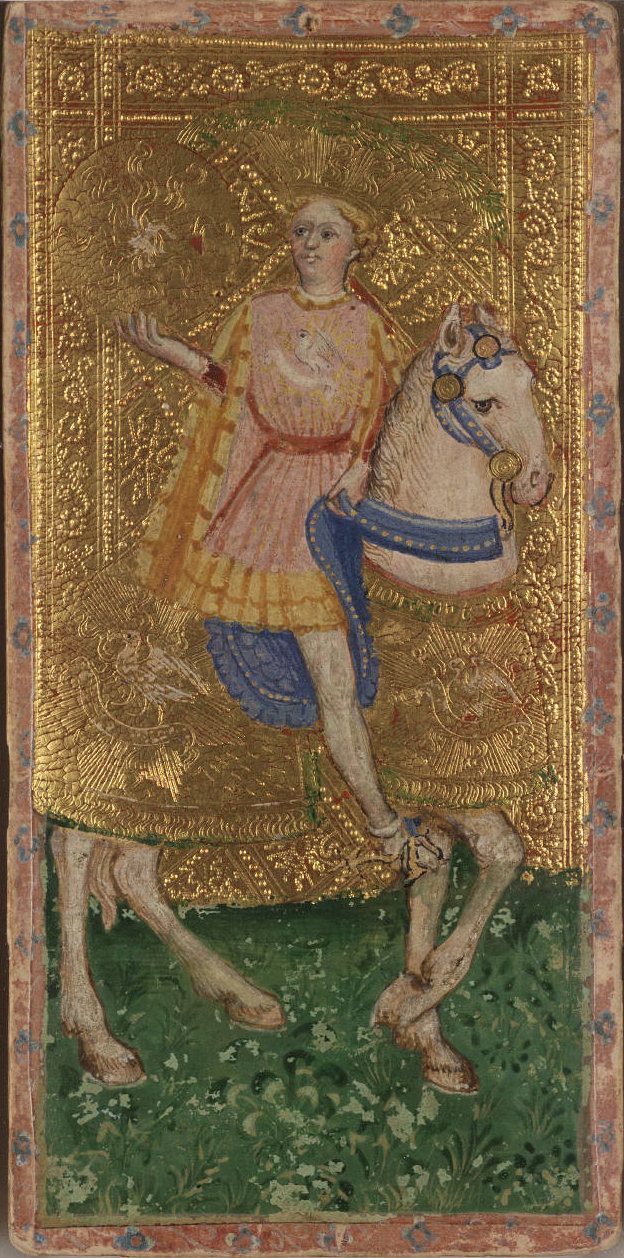
Cavalier de denier
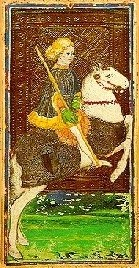
Cavalier de bâton